# Единая радиологическая информационная система
Единый радиологический информационный сервис (ЕРИС) создан на базе ГБУЗ г. Москвы "Научно-практический клинический центр диагностики и телемедицинских технологий ДЗМ (НПКЦ ДиТ ДЗМ)" (ранее назывался "Научно-практический центр медицинской радиологии ДЗМ") для повышения эффективности лучевой диагностики в Москве. Входит в состав государственной информационной системы в сфере здравоохранения субъекта Российской Федерации - автоматизированной информационной системы города Москвы «Единая медицинская информационно-аналитическая система города Москвы» (далее – ЕРИС ЕМИАС). 
Проект инициирован Департаментом здравоохранения города Москвы для повышения доступности и качества лучевых исследований, обеспечения максимальной эффективности использования диагностического оборудования, решения проблем централизованного хранения данных и нехватки квалифицированных кадров (в первую очередь - в первичном звене здравоохранения). С 2015 года велась плановая работа по подключению в ЕРИС ЕМИАС цифрового оборудования для лучевой диагностики городских поликлиник, затем - стационаров. В декабре 2020 года закончилось подключение 53 ангиографических комплексов к цифровому сервису . Всего в ЕРИС ЕМИАС входит около 1300 аппаратов: компьютерных томографов (КТ), магнитно-резонансных томографов (МРТ), позитронно-эмиссионных томографов, совмещенных с КТ (ПЭТ/КТ), маммографов, денситометров, рентгенографических комплексов, флюорографов и ангиографов. Процесс объединения диагностических устройств городских больниц и поликлиник Москвы в единое цифровое пространство закончился в январе 2021 года.
После подключения всех диагностических устройств к ЕРИС ЕМИАС врачам-клиницистам стал доступен в электронной медицинской карте пациента протокол диагностического исследования, оформленный врачом-рентгенологом. При необходимости лечащий врач может во время приема посмотреть изображение — это облегчает постановку диагноза или назначение дополнительного обследования. Пациенту доступно описание проведённого исследования в электронной медицинской карте и в мобильном приложении «ЕМИАС.ИНФО» сразу после того, как рентгенолог заполнил нужную документацию. Личный цифровой архив данных каждого пациента также хранится в ЕРИС ЕМИАС: врачи имеют возможность обращаться к нему, чтобы отслеживать динамику изменений.
В 2019 году ЕРИС ЕМИАС стал основой для реализации наиболее передовой международной концепции централизации диагностики.
Благодаря наличию ЕРИС ЕМИАС в государственной системе здравоохранения города Москвы:
- Налажен централизованный сбор аналитических данных для управления работой службы лучевой диагностики
- Достигнуты оптимальные уровни загрузки диагностического оборудования
- Организована система контроля и непрерывного улучшения качества лучевых исследований
- Повышены доступность, качество и производительность работы службы лучевой диагностики столицы
- Проведены пилотные проекты по применению телемедицинских технологий (экспертные консультации, централизация описаний, перекрестные описания), позволившие создать в 2019 г. Референс-центр лучевой диагностики
- Реализована подготовка эталонных наборов данных для развития технологий искусственного интеллекта
- Организован и успешно проведен крупнейший в мире научный эксперимент по применению технологий компьютерного зрения в лучевой диагностике
- В условиях пандемии COVID-19 ЕРИС ЕМИАС позволил экстренно мобилизовать ресурсы службы лучевой диагностики, обеспечить бесперебойную работу диагностических служб, поддержку врачей-клиницистов, сбережение кадров, сдерживание распространения инфекции

## Задачи ЕРИС ЕМИАС
- Долгосрочное хранение результатов диагностических исследований
- Снижение капитальных затрат медицинских организаций на собственные ИТ-ресурсы
- Автоматизация передачи исследований с диагностического оборудования
- Предоставление врачам профессиональных средств визуализации исследований
- Обеспечение врачей-рентгенологов шаблонами описания проводимых исследований, в том числе структурированными протоколами
- Возможность управления потоками пациентов и трудовой нагрузкой медицинского персонала
- Аналитика и мониторинг
- Контроль качества
- Централизация диагностики
- Реализация экспертных телемедицинских консультаций в диагностически сложных случаях (Второе мнение)

## История
В 2013 году при поддержке Правительства Москвы на базе НПКЦ ДиТ ДЗМ началась работа по созданию сервиса.
В 2015 году сервис начал работу в столице, объединив отделения лучевой диагностики медицинских организаций первичного звена Департамента здравоохранения Москвы.
В 2016 году к ЕРИС подключены 60 московских поликлиник.
В 2018 году произошло объединение ЕРИС и ЕМИАС в единую систему, благодаря чему появились новые функциональные возможности для врачей всех специальностей .
В 2020 году к ЕРИС ЕМИАС подключены все медицинские организации Департамента здравоохранения Москвы (включая стационары). Проведен крупнейший в мире научный эксперимент по применению технологий искусственного интеллекта. На постоянной основе работает Референс-центра лучевой диагностики. Ежедневно в ЕРИС ЕМИАС загружается более 25 000 исследований, общее их число превышает 8 300 000.
В январе 2021 года в единое цифровое пространство включены 1300 цифровых диагностических устройств и около 3000 автоматизированных рабочих мест врачей-рентгенологов и рентгенолаборантов .